# Pico Demirkazık
O Demirkazık Dağı (literalmente "pilha de ferro" ou "estrela polar" em turco), é a montanha mais alta do maciço de Aladağlar, situado a sudeste da cidade de Niğde, na Turquia. Tem 3 756 m de altura e está integrado no Parque Nacional de Aladağlar.
Muitos autores identificam com o Antitauro o sistema montanhoso do qual faz parte o Demirkazık, enquanto que outros autores usam o termo Antitauro para uma cadeia de montanhas mais vasta. Segundo algumas fontes, o Monte Argeu (Erciyes Dağı) também faz parte do Antitauro e, assim sendo, o Demirkazık Dağı seria o segundo cume mais alto da cordilheira, já que o Argeu tem 3 916 m de altitude.